# Geraldo Valença

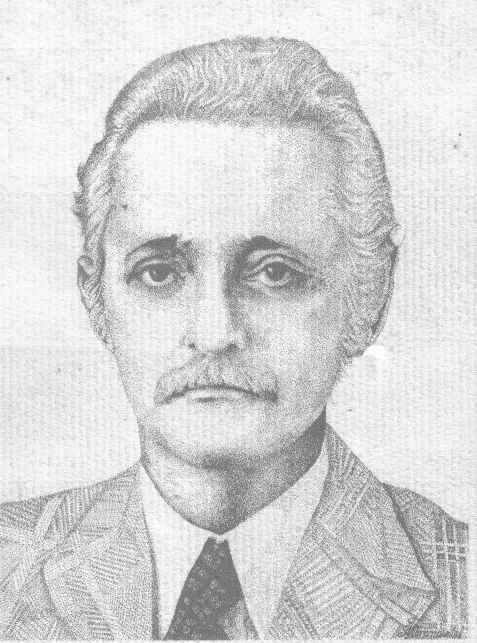
Geraldo Valença

Geraldo de Sousa Valença (Pesqueira, 8 de maio de 1926 — Recife, 13 de junho de 1991) foi um poeta brasileiro.
Primo do escritor Gilvan Lemos e tio do compositor Alceu Valença (que lhe musicou os versos de "Eu Sei que é Junho"), pertenceu ao Grupo dos 50, geração de poetas de que tomaram parte Edmir Domingues, Mozart Lopes Siqueira e Carlos Pena Filho, entre outros.
Publicou seu primeiro livro, "A Rosa Jacente", em 1960, pelo Gráfico Amador, movimento editorial recifense das décadas de 1940 e 1950, liderados por diversos artistas locais. Formado em Direito na Faculdade de Direito do Recife, Geraldo Valença exerceu a atividade de juiz até o fim da vida. Colaborou nos suplementos literários do Diario de Pernambuco, editados por Mauro Mota.
Em 1989 publicou "A Rosa Total" pela editora Belo-Belo, de Maria de Lourdes Hortas. Os livros de Geraldo Valença são compostos de sonetos e baladas em sua maioria, com temática regionalista e de memorização de espaços da infância vivida no campo, bem como da solidão e desespero na rotina caótica da cidade grande. O poeta recebeu influências de Antonio Nobre, Malarmé, Manuel Bandeira, Mauro Mota e Garcia Lorca, entre outros.
Na sua fortuna crítica aparecem artigos de jornais publicados em jornais diversos do Recife, na década de 1960: Diário da Noite (13/1/1961); Jornal do Commercio (Recife) (10/2/1961); Jornal do Comercio (Recife, 9/4/1961); Diario de Pernambuco (11/9/1961); Diario de Pernambuco (23/8/1967); além da dissertação de mestrado intitulada "O Espaço Lúdico na Poesia de Geraldo Valença", de Adilson Guimarães Jardim.

## Livros
- "A Rosa Jacente" (O Gráfico Amador, 1960);
- "A Rosa Total" (Belo-Belo, 1989).